# Kozorožec núbijský
Kozorožec núbijský (Capra nubiana) je velký zástupce turovitých. Vyskytuje se v hornatých oblastech poblíž vodních zdrojů v Izraeli, Jordánsku, Saúdské Arábii, Ománu, Egyptě a Súdánu. Dříve býval označován za poddruh kozorožce horského (Capra ibex) s vědeckým názvem Capra ibex nubiana, nyní je považován za samostatný druh (Capra nubiana).

## Popis
Kozorožec núbijský dorůstá výšky 60 centimetrů v kohoutku a váží kolem 50 kilogramů. Má světlehnědou barvu s bílým pruhem na břiše (samci mají také tmavě hnědý pruh). Samci mají dlouhé, dozadu zahnuté rohy. Dosahují délky až jednoho metru, zatímco u samic zhruba 30 centimetrům. Na rozích mají prstence, podle nichž lze určit stáří jedince.

## Ohrožení a ochrana
Divoce žijící populace kozorožce núbijského se odhaduje na 10 000 kusů a jejich počty zřejmě stále klesají. Dříve byl intenzivně loven a nyní je v Červeném seznamu IUCN zařazen jako zranitelný druh. Přirozenými nepřáteli kozorožců núbijských jsou levharti, vlci, lišky, orli a orlosupi bradatí. Dalšími hrozbami, kterým kozorožci núbijští čelí je konkurence hospodářských zvířat, lov a ničení původních stanovišť.

## Galerie

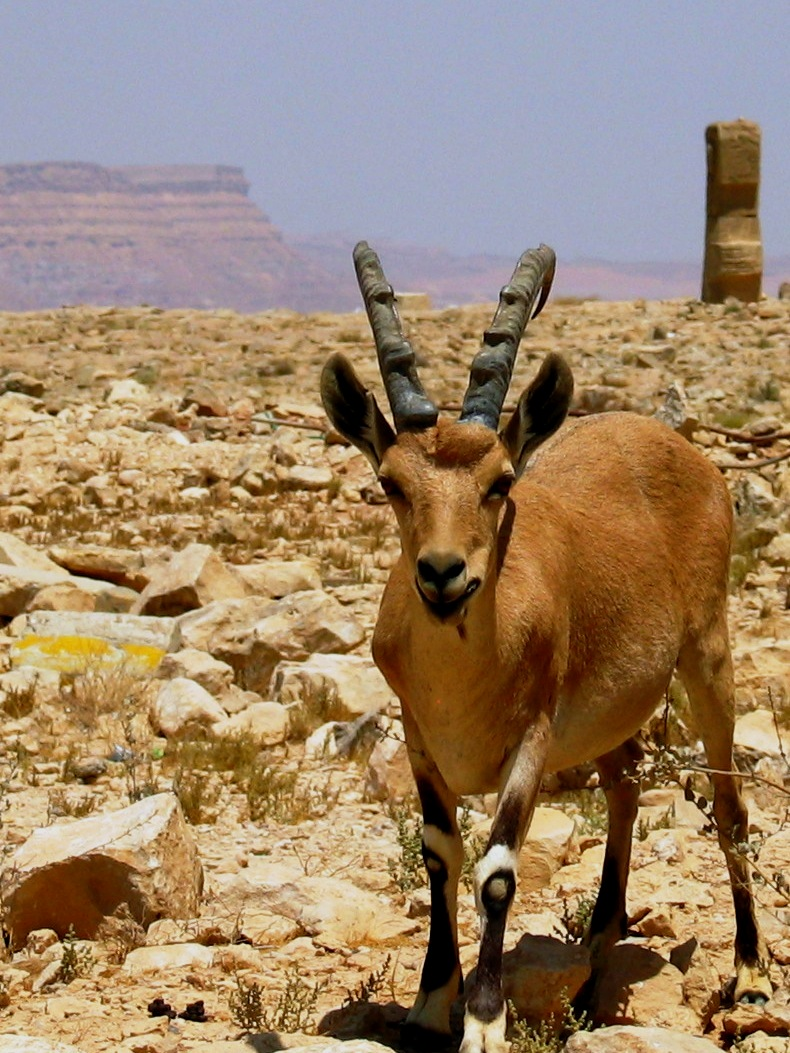
Samice v Machteši Ramon, Izrael.
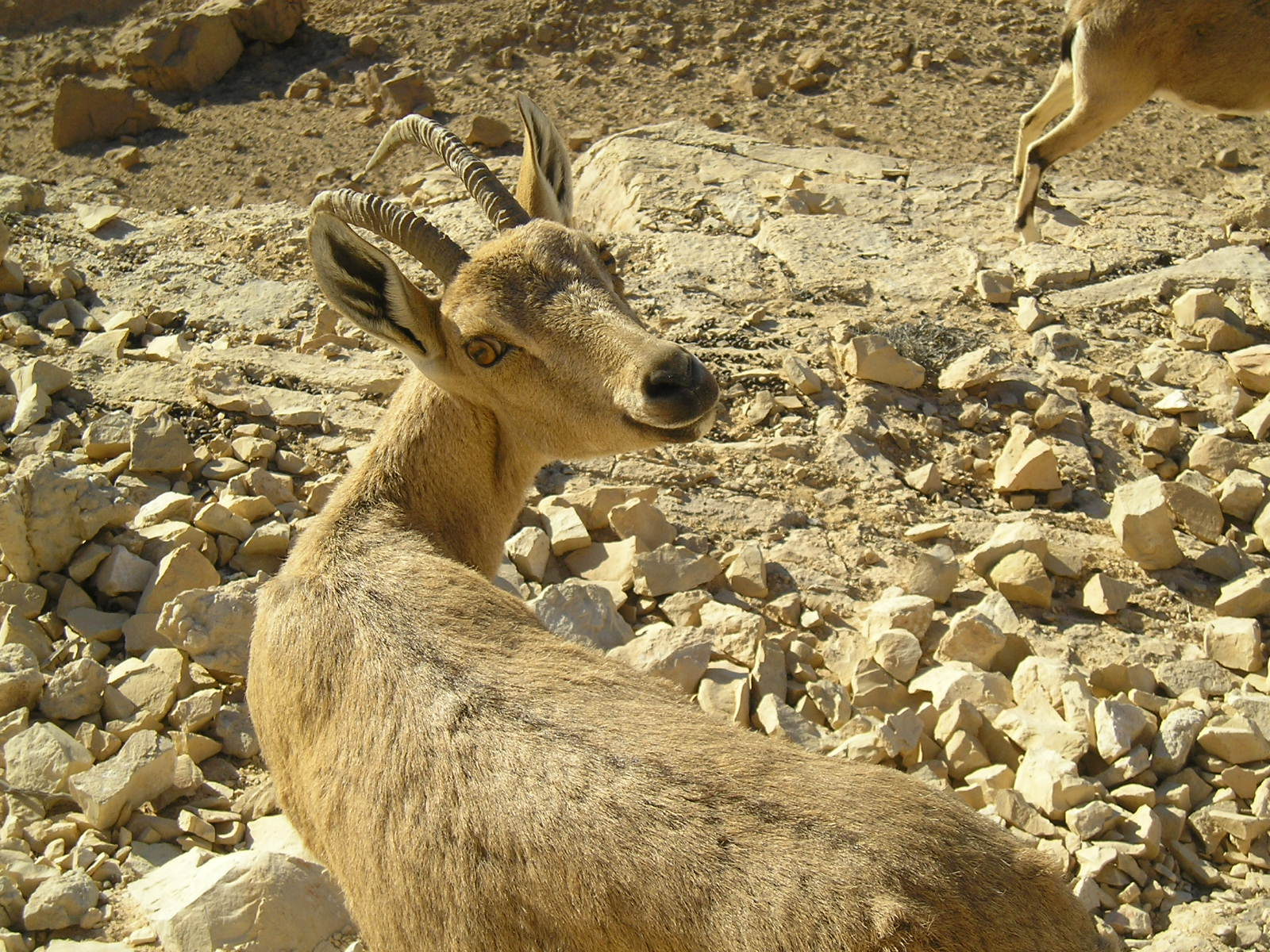
Samice v Negevské poušti, Izrael.
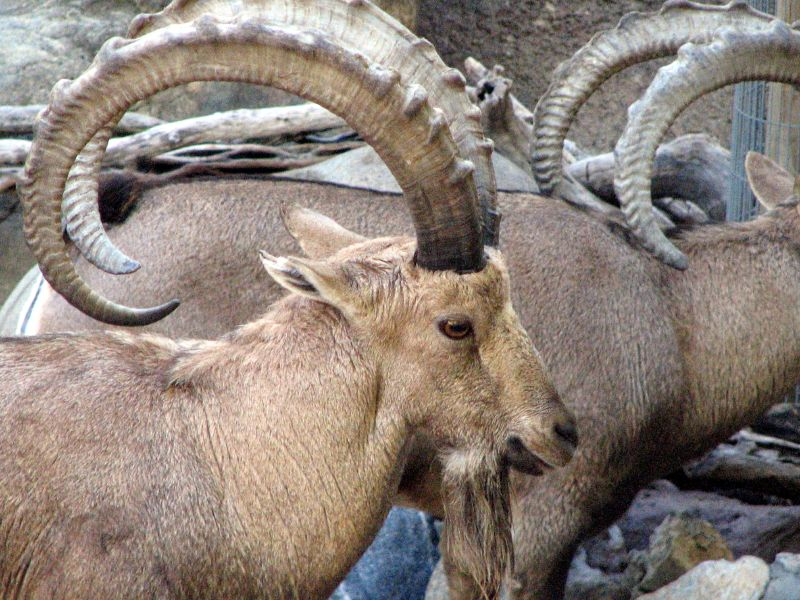
Samec v Losangeleské zoo, USA.
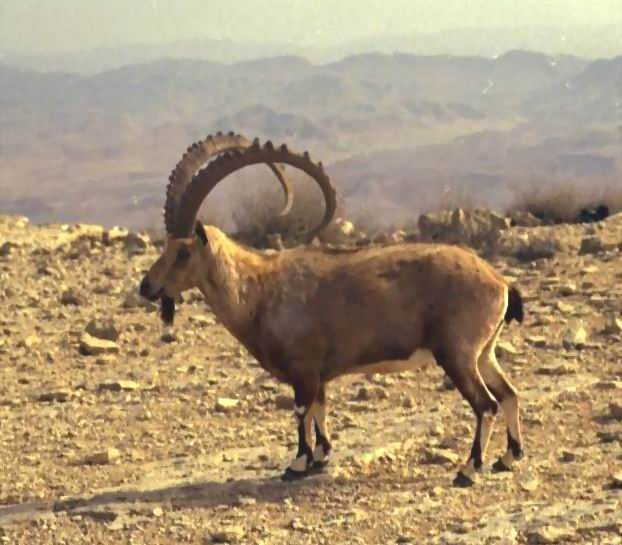
Samec poblíž Machteše Ramon, Izrael.
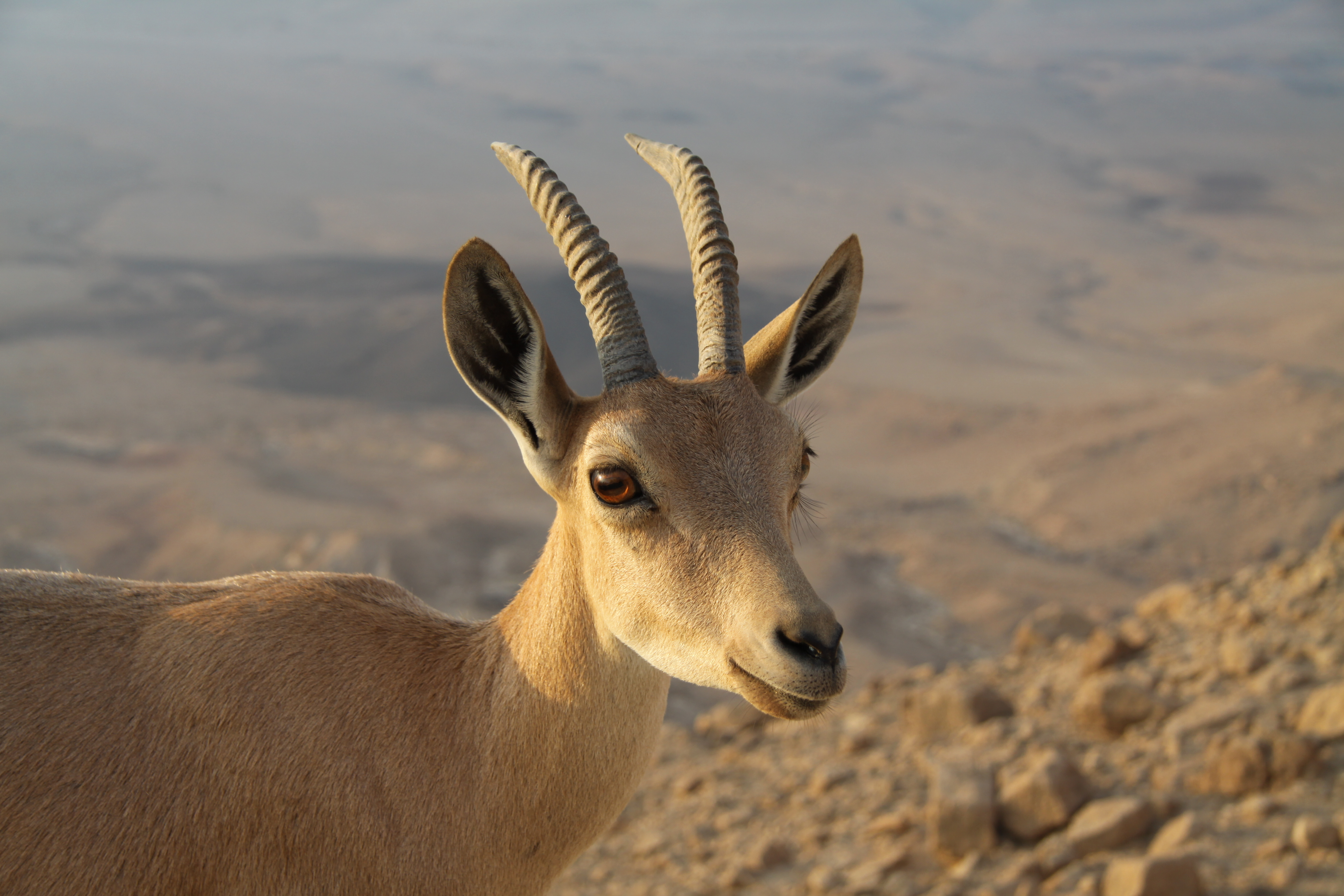
Detail hlavy